# Ильинка (железнодорожная станция, Приморский край)
Ильи́нка — железнодорожная станция как населённый пункт в Ханкайском районе Приморского края России.

## География
Расположена в северо-западной части края, в 2 км от села Ильинка.

## Население
| 2002 | 2005 | 2010 |
| ---- | ---- | ---- |
| 16   | ↘9   | ↗11  |

## История
Основано селение в 1931 году как посёлок при железнодорожной станции.
С 2004 до 2020 гг. населённый пункт  входил в Ильинское сельское поселение.

## Инфраструктура
Путевое хозяйство, железнодорожная станция Ильинка.

## Транспорт
Автомобильный (трасса 05А-192) и железнодорожный транспорт.